# Elk City (Kansas)
Elk City is een plaats (city) in de Amerikaanse staat Kansas, en valt bestuurlijk gezien onder Montgomery County.

## Demografie
Bij de volkstelling in 2000 werd het aantal inwoners vastgesteld op 305.
In 2006 is het aantal inwoners door het United States Census Bureau geschat op 300, een daling van 5 (-1,6%).

## Geografie
Volgens het United States Census Bureau beslaat de plaats een oppervlakte van
0,9 km², geheel bestaande uit land. Elk City ligt op ongeveer 254 m boven zeeniveau.

## Plaatsen in de nabije omgeving
De onderstaande figuur toont nabijgelegen plaatsen in een straal van 28 km rond Elk City.